# FSV Wacker Nünchritz
FSV Wacker Nünchritz is een Duitse voetbalclub uit Nünchritz, Saksen. Tijdens de jaren twintig speelde de club vijf jaar op het hoogste niveau.

## Geschiedenis
De club werd in 1913 opgericht als SV Nünchritz. De club was aangesloten bij de Midden-Duitse voetbalbond en promoveerde in 1924 naar de hoogste klasse van Noord-Saksen, een van de vele hoogste klassen van de bond. De competitie was in twee groepen verdeeld en Nünchritz werd tweede achter het oppermachtige Riesaer SV 03. Vanaf 1925/26 werden de groepen samengevoegd en na nog een vierde plaats ging het langzaam bergaf tot een laatste plaats en degradatie volgde in 1928/29. Hierna kon de club niet meer promoveren naar de hoogste klasse.
Na de Tweede Wereldoorlog werd de club heropgericht als Traktor Nünchritz. In 1951 werd de naam gewijzigd in Chemie Nünchritz. Begin jaren zestig werkte de club zich op van de Kreisklasse naar de Bezirksliga, de derde klasse. Na één jaar degradeerde de club echter weer.
Na de Duitse hereniging werd de naam gewijzigd in FSV Grün-Weiß Nünchritz 1913 . In 1996 fuseerde de club met Einheit Glaubitz tot FSV Grün-Weiß Nünchritz/Glaubitz. In 2002 werd de huidige naam aangenomen.